# Georg Haase (Baumeister)
Georg Haase (* 19. Februar 1665 in Drebach; † 5. Februar 1725 in Dresden) war ein deutscher Baumeister und Maurermeister, der in Dresden wirkte.

## Leben
Haase wurde in Drebach geboren; das Dresdner Bürgerbuch notierte zu ihm, dass er aus „Trepach bey Annaberg“ sei. Haase ging nach Dresden, wo er heiratete. Der Ehe entstammte ein 1690 geborener Sohn. Haase erwarb am 17. Februar 1697 als Maurer das Dresdner Bürgerrecht. Ab 1715 wohnte er im Haus Rampische Straße 7. Im Jahr 1719 wurde er zum Amtsmaurermeister berufen. Haase starb am 5. Februar 1725 in Dresden und wurde dort am 11. Februar  beigesetzt.

## Wirken
Marperger und Hasche wissen zu berichten, dass er viele „schöne Häuser“ in Dresden erbaute. Rolf Wilhelm befand, dass Haase zu den Baumeistern gehörte, die es „durch handwerkliche Schulung und Fleiß zu einigem Ansehen gebracht hatten.“
Haase arbeitete im Stil des böhmischen Barock. Zugerechnet werden ihm verschiedene Dresdner Wohnhausbauten, wie das Haus Neumarkt 16, Landhausstraße 25 und An der Frauenkirche 14. Neben dem Haus „Die Schiffsmühle“ schuf er zudem Bauten an der Großen Brüdergasse und der Rampischen Straße. Klaus Mertens belegte die weitgehende Übereinstimmung vieler Häuser in der Rampischen Straße mit dem „Haus Schiffsmühle“. Durch den Bau von zahlreichen Häusern in dem prominenten, durch seinen städtebaulichen Bezug zur Frauenkirche einzigartigen Straßenzug hatte Haase laut Stefan Hertzig einen „wichtigen Anteil an einem Bauensemble, das als eines der kostbarsten Raumbilder Europas galt“.

## Bauten (Auswahl)

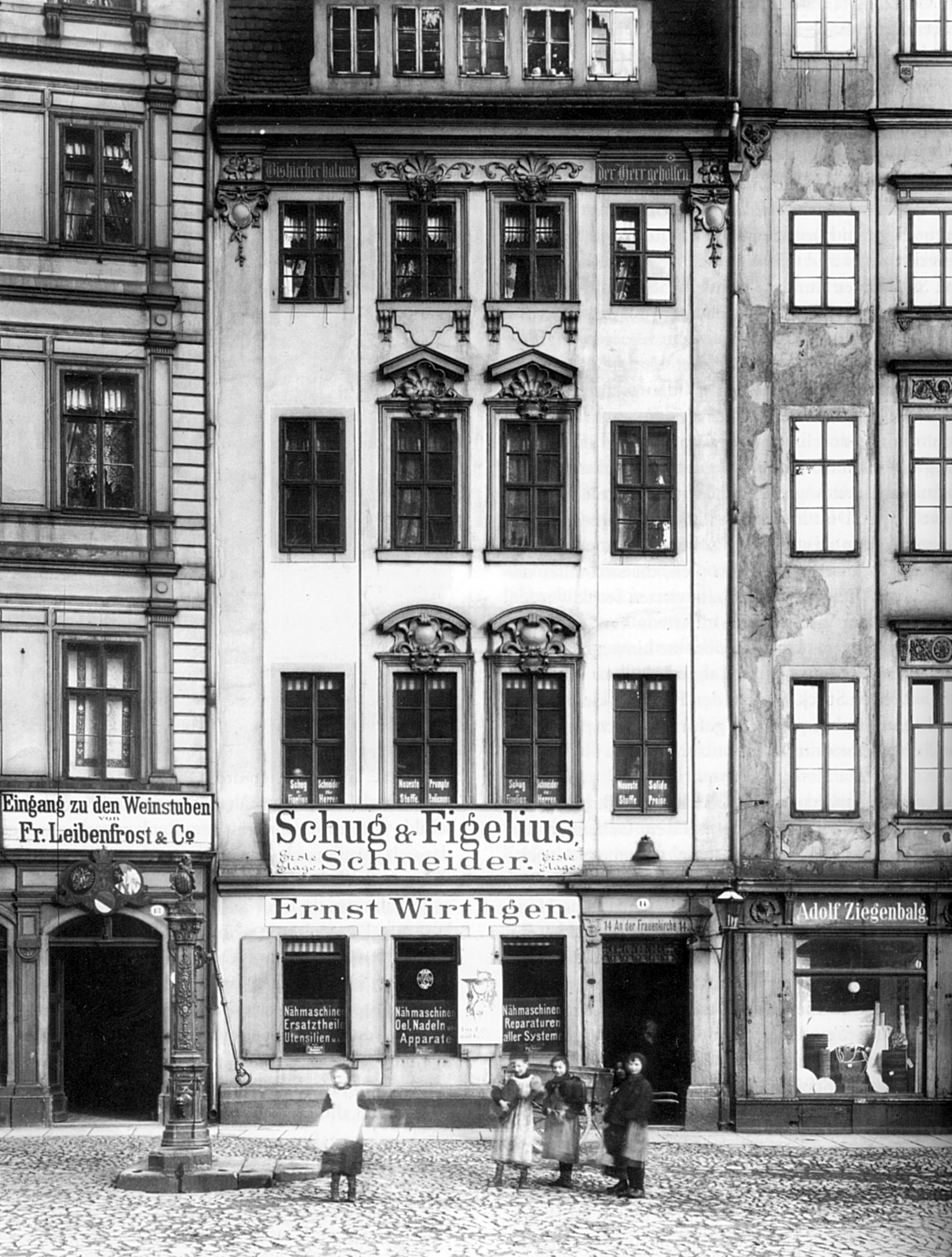
Haus An der Frauenkirche 14 von Haase, um 1900

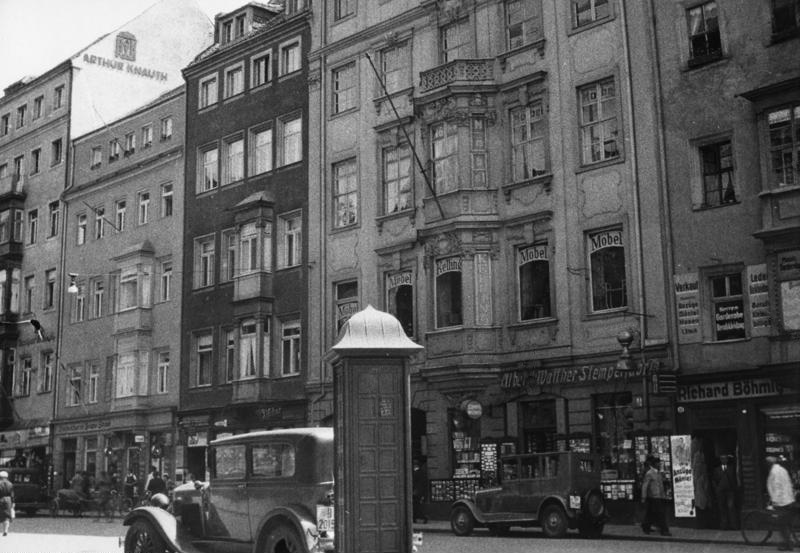
Große Brüdergasse 39 (fünfachsiges Haus im Vordergrund), 1930er

Haase werden unter anderem folgende Bauten in Dresden zugeschrieben:
- Haus An der Frauenkirche 14
- Haus An der Kreuzkirche 2
- Haus Augustusstraße 2
- Haus Breite Gasse 1
- Haus Große Brüdergasse 31
- Haus Große Brüdergasse 39
- Köckeritzsches bzw. Gräflich Wertherisches Haus an der Kreuzstraße (1760 zerstört)
- Haus Landhausstraße 25
- Neumarkt 16
- Haus Rampische Straße 1
- Haus Rampische Straße 3
- Haus Rampische Straße 5
- Haus Rampische Straße 7
- Haus Rampische Straße 23
- Haus Rampische Straße 25
- Haus Rampische Straße 29
- Haus Rampische Straße 31
- Haus „Die Schiffsmühle“
- Haus Schloßstraße 5